# Oestophora ortizi
Oestophora ortizi es una especie de molusco gasterópodo de la familia Trissexodontidae.

## Distribución geográfica
Es  endémica del sur de Andalucía (España).  